# پائولو باریلا
پائولو باریلا (انگلیسی: Paolo Barilla؛ زادهٔ ۲۰ آوریل ۱۹۶۱) کارآفرین، بازرگان، راننده بازنشسته مسابقات فرمول یک و مدیر ارشد اجرایی ایتالیایی است، که در حال حاضر به‌عنوان مدیر عامل اجرایی و نایب رئیس هیئت مدیره گروه باریلا فعالیت می‌کند.